# Иверт, Илмар Янович
Илмар Янович Иверт — советский хозяйственный, государственный и политический деятель.

## Биография
Родился в 1924 году в Валке. Член КПСС.
Участник Великой Отечественной войны. С 1945 года — на хозяйственной, общественной и политической работе. В 1945—1990 гг. — инструктор, помощник секретаря Валкского укома партии, затем ответственный редактор Валкской и Екабпилсской уездных и Елгавской городской газет, слушатель Высшей партийной школы, корреспондент газеты «Правда» по Латвийской ССР, редактор газеты «Циня», председатель Государственного комитета Совета Министров Латвийской ССР по телевидению и радиовещанию
Избирался депутатом Верховного Совета Латвийской ССР 6-9-го созыва.
Умер в Риге в 1995 году.